# 韩起祥
韩起祥（1915年4月16日—1989年8月6日），陕西人，中国陕北地区说书艺人。

## 生平
3岁时因患天花，导致双目失明，6岁父亲离世。13岁拜杜维新为师学习说书。20岁遇刘志丹后，说书宣传中国工农红军，1939年到延安，成为第一个编唱新书的艺人。
1958年当选中国曲艺家协会副主席。文革时，被诬为“三反分子”“黑帮”，遭受迫害。十一届三中全会之后，任中国曲艺协会副主席、顾问，并担任过延安市第二、第三届政协委员以及全国第五、第六届政协委员。1989年8月6日在延安逝世。